# Zdvojené jméno
Zdvojené jméno (analogicky pro vícečetná jména, která jsou ale zcela výjimečná) je označení pro rodné jméno tvořené dvěma (třemi atd.) původně samostatnými rodnými jmény (např. Jean-Paul). Tradice užívání těchto jmen je silná zejména ve francouzském prostředí (tento jev je ve francouzštině označován prénom composé), ovšem objevuje se i v italském či německém prostředí. Vznik se spojuje právě s Francií a oblibou vícejmennosti prosazující se v barokní době, přičemž svoji roli hrála i potřeba odlišit nejběžnější rodná jména, která samostatně stojící již často nedostatečně plnila svoji odlišovací funkci.
Zdvojená jména se mohou objevovat ve složené podobě (Annemarie, Karlheinz), případně spojené spojovníkem (Karl-Heinz). U jmen bez jakýchkoliv grafického naznačení není jasná hranice mezi užíváním dvou jmen a jednoho zdvojeného jména, ovšem v některých případech je možno takové případy za zdvojené jméno považovat, někdy se tak děje u panovnických jmen jako Juan Carlos I. (tedy pokud se dvě či více jmen nachází před pořadovou číslovkou). Charakter zdvojeného jména může mít i užívání „celého“ jména světce (tedy např. Gianbattista, tj. v českém prostředí místo Jan Jan Křtitel, místo František František Xaver), ovšem například zkracování pouze jedné části tohoto jména (jak je běžné u Františka X. Halase) spíše naznačuje, že v českém prostředí to tento charakter nenabývá zcela důsledně.